# Вартова держава
У лібертаріанській політичній філософії, вартова держава — модель держави, єдиними функціями якої є забезпечення своїх жителів армією, поліцією та судами, тим самим оберігаючи їх від агресії, крадіжок, порушень договорів і шахрайства, та забезпечуючи майнові права; таким чином діючи лише задля забезпечення принципу ненападу. Історик Чарлз Тавнсгенд описував Об'єднане королівство дев'ятнадцятого століття як стандарт такої держави поміж країн Заходу.

## Філософія
Праві лібертарні мінархісти загалом виправдовують державу як логічний наслідок принципу ненападу .   Вони стверджують, що анархо-капіталізм є непрактичним, оскільки його недостатньо забезпечити дотримання принципу ненападу, оскільки дотримання законів в умовах анархії було б відкритим для конкуренції.  Ще одне поширене заперечення проти анархізму полягає в тому, що приватні оборонні та судові фірми, як правило, представляють інтереси тих, хто їм достатньо платить. 
Деякі мінархісти стверджують, що держава неминуча, оскільки анархія марна.  Роберт Нозік, який оприлюднив ідею мінімальної держави в «Анархії, державі та утопії» (1974), стверджував, що держава нічного сторожа забезпечує структуру, яка допускає будь-яку політичну систему, яка поважає основні права особи . Тому воно морально виправдовує існування держави.  